# Elecciones municipales de 2019 en Velilla de San Antonio
Las elecciones municipales de 2019 fueron celebradas en Velilla de San Antonio el domingo 26 de mayo, de acuerdo con el Real Decreto de convocatoria de elecciones locales en España dispuesto el 1 de abril de 2019 y publicado en el Boletín Oficial del Estado el día 2 de abril. Resultaron elegidos  los 17 concejales del pleno del Ayuntamiento de Velilla de San Antonio, a través de un sistema proporcional (método d'Hondt), con listas cerradas y un umbral electoral del 5 %.

## Resultados
Tras las elecciones todas las fuerzas consiguieron entrar en el hemiciclo, el PSOE se proclamó ganador con 7 escaños, tres más que en la anterior legislatura; Ciudadanos se situó como segunda fuerza al conseguir dos escaños, consiguiendo así entrar en el hemiciclo; España 2000 mejoró sus resultados la obtener 1 escaño más, consiguiendo ahora dos y situándose como tercera fuerza. El PP fue el gran perdedor al perder dos de sus 4 escaños en la anterior legislatura, obteniendo solo dos; Izquierda Unida consiguió entrar en el consistorio con 1 escaño, al igual que Podemos y Vox; VIVE-Velilla consiguió 1 escaño, habiendo perdido uno en cuanto a la anterior legislatura.
| Candidatura     | Candidatura                              | Candidato                   | Votos | %                                       | Escaños                                 |
| --------------- | ---------------------------------------- | --------------------------- | ----- | --------------------------------------- | --------------------------------------- |
|                 | Partido Socialista Obrero Español (PSOE) | Antonia Alcázar Jiménez     | 2067  | 34,51                                   | 7                                       |
|                 | Ciudadanos-Partido de la Ciudadanía (Cs) | Begoña Franco Rego          | 671   | 11,20                                   | 2                                       |
|                 | España 2000                              | Pedro Jesús Espada Guijarro | 611   | 10,20                                   | 2                                       |
|                 | Partido Popular (PP)                     | Enrique Alcorta Mesas       | 610   | 10,18                                   | 2                                       |
|                 | Izquierda Unida-Madrid en Pie (IU-MeP)   | Antonio Montes López        | 563   | 9,40                                    | 1                                       |
|                 | Podemos (Podemos)                        | Federico Pascual Domínguez  | 530   | 8,85                                    | 1                                       |
|                 | Vox                                      | Teresa Angullo García       | 467   | 7,80                                    | 1                                       |
|                 | VIVE-Velilla                             | María Olga Bueno Dueñas     | 410   | 6,84                                    | 1                                       |
| Votos en blanco | Votos en blanco                          | Votos en blanco             | 61    | 1,02                                    | n/a                                     |
| Votos válidos   | Votos válidos                            | Votos válidos               | 5.929 | 100,00                                  | 17                                      |
| Votos nulos     | Votos nulos                              | Votos nulos                 | 42    | Participación: · \| \| 62,29 % \| 7,37% | Participación: · \| \| 62,29 % \| 7,37% |
| Votantes        | Votantes                                 | Votantes                    | 6.032 | Participación: · \| \| 62,29 % \| 7,37% | Participación: · \| \| 62,29 % \| 7,37% |
| Electores       | Electores                                | Electores                   | 8.706 | Participación: · \| \| 62,29 % \| 7,37% | Participación: · \| \| 62,29 % \| 7,37% |
|                 | 62,29 %                                  |                             |       |                                         |                                         |

## Concejales electos
| N.º | Nombre                       | Lista | Lista        |
| --- | ---------------------------- | ----- | ------------ |
| 1   | Antonia Alcázar Jiménez      |       | PSOE         |
| 2   | Rodrigo Morales Sánchez      |       | PSOE         |
| 3   | Josefa Gil García            |       | PSOE         |
| 4   | Begoña Franco Rego           |       | Cs           |
| 5   | Pedro Jesús Espada Guijarro  |       | España 2000  |
| 6   | Enrique Alcorta Mesas        |       | PP           |
| 7   | Antonio Montes López         |       | IU-MeP       |
| 8   | Federico Pascual Domínguez   |       | Podemos      |
| 9   | José Redondo Fernández       |       | PSOE         |
| 10  | Teresa Angullo García        |       | Vox          |
| 11  | Joaquín Panadero Rubio       |       | PSOE         |
| 12  | María Olga Bueno Dueñas      |       | VIVE-Velilla |
| 13  | Juana Hernández Peces        |       | PSOE         |
| 14  | Elibeth Espinosa Díaz        |       | Cs           |
| 15  | Ramón Muñoz Álvarez          |       | España 2000  |
| 16  | Miguel Ángel García Álvarez  |       | PP           |
| 17  | María Belén Morales Vancheva |       | PSOE         |